# Júlio Dantas
Júlio Dantas (Lagos, 19 de mayo de 1876 - Lisboa, 25 de mayo de 1962) fue un escritor, diplomático, político y periodista portugués.
Aunque estudió medicina, nunca llegó a ejercerla plenamente. Pronto dedicado por vocación a la literatura y la política, se significó notablemente dentro de la vida cultural lusa. Su obra, prolífica, cubrió muy diversos géneros y temáticas -teatro, poesía, narrativa, ensayo, traducción (por ejemplo, de Shakespeare y Edmond Rostand, entre otros)- y, en muchos casos, tuvo importantes éxitos, lo que propició que algunas de sus obras acabaran adaptadas al cine o incluso a la Ópera.
Ocupó importantes cargos públicos: diputado en varias ocasiones, socio de la Academia de las Ciencias de Lisboa, presidente del Conservatorio Nacional, etc. Dantas fue siempre conservador y nacionalista desde el punto de vista político y mostró su adhesión al Estado Novo.
Prestigioso y valorado, sin embargo, también fue objeto de feroces críticas por aquellos intelectuales más jóvenes y menos proclives a su estilo literario y visión política. Entre estos destacó José de Almada Negreiros, que llegó a escribir un Manifesto Anti-Dantas.
Dantas recibió además diversos honores del mundo universitario y académico dentro del ámbito lusófono, entre otras distinciones, siendo nombrado doctor honoris causa por la Universidad del Brasil, en 1949, cuando ejercía como embajador de Portugal en aquel país, y en 1954 por la Universidad de Coímbra.
Dentro de su obra destacan las obras teatrales A Ceia dos Cardeais, (La Cena de los Cardenales, 1902) una de las más populares del teatro portugués de todos los tiempos y que fue traducida a más de 20 lenguas, A Severa (1901), Um Serão nas Laranjeiras (1904)... También destacan sus obras poéticas (Sonetos, 1916) y en prosa (Pátria Portuguesa, 1914).